# 馬賈索內峰
46°01′02″N 10°34′41″E / 46.01721°N 10.57816°E
馬賈索內峰（義大利語：Punta di Maggiasone），是意大利的山峰，位於該國北部，由倫巴第大區負責管轄，屬於阿達梅洛-普雷薩內拉阿爾卑斯山脈的一部分，海拔高度2,681米，每年平均降雨量1,592毫米。